# Galium diabolense
Galium diabolense är en måreväxtart som beskrevs av Lauramay Tinsley Dempster. Galium diabolense ingår i släktet måror, och familjen måreväxter. Inga underarter finns listade i Catalogue of Life.